# Miralem Pjanić
Miralem Pjanić (* 2. April 1990 in Tuzla, SR Bosnien und Herzegowina, SFR Jugoslawien) ist ein bosnisch-herzegowinischer Fußballspieler. Der Mittelfeldspieler, der auch die luxemburgische Staatsbürgerschaft besitzt, spielte zuletzt für ZSKA Moskau und war von 2008 bis 2024 bosnisch-herzegowinischer Nationalspieler.

## Kindheit und Jugend
Als Miralem Pjanić geboren wurde, spielte sein Vater Fahrudin für den Drittligisten FK Drina Zvornik. Kurze Zeit später wanderte die Familie ins Großherzogtum Luxemburg aus, da dem Vater ein Angebot vorlag, dort Fußball zu spielen. Drina Zvornik verweigerte zuerst die Freigabe, der Klubpräsident erteilte jedoch die Genehmigung für den Wechsel.

## Karriere

### Verein
Miralem Pjanić erlernte das Fußballspielen in Luxemburg beim FC Monnerich. Dort blieb er nicht lange und wechselte zum FC Schifflingen 95, bei dem er bereits mit 13 Jahren in Auswahlmannschaften für 16-Jährige spielte. Er galt als sehr talentiert, und im Jahre 2004 genehmigten die Eltern ihm einen Wechsel nach Frankreich in die Nachwuchsakademie (Centre de Formation) des FC Metz.
Im Sommer 2007 wurde er in den Profikader des FC Metz übernommen und unterschrieb einen Dreijahresvertrag. Sein Profidebüt gab Pjanić am 18. August 2007 im Alter von 17 Jahren, als er am vierten Spieltag der Ligue 1 gegen Paris Saint-Germain in der 70. Minute für Sébastien Renouard eingewechselt wurde. Seine Leistungen in dieser Saison werden als herausragend beschrieben. Er bestritt 32 Einsätze in der Ligue 1 und erzielte dabei vier Treffer. Der FC Metz stieg am Saisonende ab.
Zur Saison 2008/09 wechselte er zu Olympique Lyon. In seinem ersten Jahr bestritt er nur fünf Partien von Beginn. Nach dem Weggang von Juninho im Sommer 2009 wurde die Position hinter den Spitzen frei und er zum Stammspieler. In der Champions-League-Saison 2009/10 erreichte Pjanić mit seiner Mannschaft das Halbfinale, wobei er in der Achtelfinalpartie gegen Real Madrid den entscheidenden Treffer in Madrid erzielt hatte. Lyon schied in diesem Wettbewerb im Halbfinale gegen Bayern München aus. 2010/11 belegte sein Club in diesem Wettbewerb in der Gruppenphase den zweiten Platz hinter dem späteren Halbfinalisten FC Schalke 04 und schied im Achtelfinale gegen Real Madrid aus. Zu Beginn der Saison 2011/12 war er in drei Ligaspielen zum Einsatz gekommen, bevor er am 31. August 2011 einen Vertrag bei der AS Rom unterschrieb.
Zur Saison 2016/17 wechselte Pjanić zum italienischen Rekordmeister Juventus Turin und unterschrieb dort einen Vertrag bis 2021, der im Sommer 2018 bis 2023 verlängert wurde.
Zur Saison 2020/21 wechselte Pjanić für eine Ablösesumme in Höhe von 60 Millionen Euro, die sich um maximal 5 Millionen Euro erhöhen kann, in die spanische Primera División zum FC Barcelona. Er unterschrieb einen Vertrag mit einer Laufzeit bis zum 30. Juni 2024, der eine Ausstiegsklausel in Höhe von 400 Millionen Euro enthält. Im Gegenzug wechselte Arthur für eine Ablösesumme in Höhe von 72 Millionen Euro, die sich durch Bonuszahlungen um maximal 10 Millionen Euro erhöhen kann, zu Juventus Turin. Unter dem Cheftrainer Ronald Koeman kam er Mittelfeldspieler jedoch nur zu 19 Ligaeinsätzen, von denen er 6-mal in der Startelf stand. Hinzu kamen 8 Spiele (6-mal von Beginn) in der Champions League. Zum Gewinn der Copa del Rey steuerte Pjanić einen Kurzeinsatz bei.
Anfang September 2021 wechselte Pjanić bis zum Ende der Saison 2021/22 auf Leihbasis in die türkische Süper Lig zu Beşiktaş Istanbul. Er kam 20-mal in der Liga zum Einsatz und stand 16-mal in der Startelf. Hinzu kamen 3 Einsätze in der Gruppenphase der Champions League.
Zur Sommervorbereitung 2022 kehrte Pjanić zum FC Barcelona zurück. Nachdem er in den ersten Ligaspielen unter Xavi keine Rolle gespielt hatte, einigte er sich Anfang September 2022 mit dem Verein auf eine Vertragsauflösung und schloss sich in den Vereinigten Arabischen Emiraten dem Erstligisten Sharjah FC an.
Im Sommer 2024 wechselte Pjanić zu ZSKA Moskau.

### Nationalmannschaft
Pjanić spielte bei der U-17-Europameisterschaft 2006 für Luxemburg, das als Gastgeber für dieses Turnier qualifiziert war. Er erzielte während des Turnieres das einzige Tor für Luxemburg. Im selben Jahr erzielte er in einem Spiel gegen Belgien, das 5:5 endete, vier Tore. Er hatte die Wahl zwischen den luxemburgischen, bosnischen und französischen Auswahlmannschaften und entschied sich im Jahr 2007, für die bosnische Nationalmannschaft zu spielen. Am 6. September 2008 debütierte er beim WM-Qualifikationsspiel in Murcia gegen Spanien. Er wurde in der 85. Minute eingewechselt; das Spiel gewannen die Spanier mit 1:0.

## Erfolge

### Juventus Turin
- Italienische Meisterschaft: 2017, 2018, 2019, 2020
- Italienischer Pokal: 2017, 2018
- Italienischer Supercup: 2018

### FC Barcelona
- Spanischer Pokal: 2021

### Persönliche Auszeichnungen
- Team des Jahres der Serie A: 2016, 2017, 2018, 2019
- Bosnisch-Herzegowinischer Fußballer des Jahres: 2014

## Sonstiges
Pjanić spricht Bosnisch, Luxemburgisch, Italienisch, Deutsch, Französisch, Spanisch und Englisch.